# Comuna Vrata, Mehedinți
Vrata este o comună în județul Mehedinți, Oltenia, România, formată numai din satul de reședință cu același nume.

## Localizare
Comuna Vrata este situată în sudul județului Mehedinți, la 65 km de Drobeta Turnu Severin, la 32 km de orașul Vânju Mare care are o influență scăzută asupra comunei și la 45 km de Calafat. Cea mai apropiată gară este halta Maglavit la o distanță de 33 km.

## Demografie
Componența etnică a comunei Vrata
     Români (57,01%)
     Romi (39,5%)
     Alte etnii (0,2%)
     Necunoscută (3,29%)
Componența confesională a comunei Vrata
     Ortodocși (88,27%)
     Penticostali (5,77%)
     Baptiști (2,18%)
     Alte religii (0,51%)
     Necunoscută (3,29%)
Conform recensământului efectuat în 2021, populația comunei Vrata se ridică la 1.977 de locuitori, în creștere față de recensământul anterior din 2011, când fuseseră înregistrați 1.599 de locuitori. Majoritatea locuitorilor sunt români (57,01%), cu o minoritate de romi (39,5%), iar pentru 3,29% nu se cunoaște apartenența etnică. Din punct de vedere confesional, majoritatea locuitorilor sunt ortodocși (88,27%), cu minorități de penticostali (5,77%) și baptiști (2,18%), iar pentru 3,29% nu se cunoaște apartenența confesională.

## Politică și administrație
Comuna Vrata este administrată de un primar și un consiliu local compus din 11 consilieri. Primarul, Dan Căpraru[*], de la Partidul Social Democrat, este în funcție din 2012. Începând cu alegerile locale din 2024, consiliul local are următoarea componență pe partide politice:
|  | Partid                    | Consilieri | Componența Consiliului | Componența Consiliului | Componența Consiliului | Componența Consiliului | Componența Consiliului | Componența Consiliului | Componența Consiliului | Componența Consiliului |
|  | ------------------------- | ---------- | ---------------------- | ---------------------- | ---------------------- | ---------------------- | ---------------------- | ---------------------- | ---------------------- | ---------------------- |
|  | Partidul Social Democrat  | 8          |                        |                        |                        |                        |                        |                        |                        |                        |
|  | Partidul Național Liberal | 3          |                        |                        |                        |                        |                        |                        |                        |                        |